# Molnár László (tanár)
Molnár László (Bölcske (Tolna megye), 1833. május 19. – Dunaföldvár, 1902. augusztus 21.) tanítóképzőintézeti igazgató, tanár.

## Élete
Molnár Péter kántortanító és Schmid Anna fia. 1843-ban Dunaföldvárt az első latin osztályba lépett, 1844-ben Pécsett folytatta tanulmányait. 1848-ban a pécsi gimnáziumot bezárták és ő Kömlődön (Tolna megye) segédtanító lett; itt a német nyelvben és zenében gyakorolta magát. 1851-ben Paksra került Szauter Antal kántortanító mellé. 1852 szeptemberében került a fővárosba, ahol magántanítással tartván fenn magát, végezte a tanítóképzőt és 120 forintos ösztöndíjban is részesült. 1853-ban tanítói oklevelet és 1854-ben helyettes tanítói állást nyert Pesten, ahol félév múlva rendes tanító lett. 1858. augusztus 1-jén a német tannyelvű iskolákra is képesítették és a nemzeti zenedében hallgatta a zongora s zeneszerzés tanszakot és ezekből vizsgát is tett. Riedl Szende 1863-ban megkezdte az egyetemen összehasonlító nyelvészeti előadásait és ekkor ő beiratkozott a bölcseletkarba és hat féléven át hallgatta a bölcseleti tantárgyakat. 1864. április 8-án a budapesti királyi katolikus tanítóképző tanárává neveztetett ki; 1871-ben pedig igazgató-tanári címet nyert. Később nyugalomba vonult Dunaföldvárra.
Cikkei a Néptanítók Közlönyében (1862. Gyakorlati nyelvtanítás); a Tanodai Lapokban (1863. Hogyan ismételheti a tanító a hitoktató előadásait? Dicséretet nyert pályamű, 1868. 69., 1876. A nőképzés köréből, Beszédek a tanévek kezdetével); az Iskolabarátban (1866. A budapesti kir. kath. tanítónőképző története); a M. Államban (1883. 299. sz. A tanító társadalmi állása); a Közoktatásban (1883. A magyar neveléstörténeti irodalomról, Gyujtó Béla névvel); a M. Tanítóképzőben (1891. Könyvismertetés Gyújtó Béla névvel); a Néptanítók Lapjában (Ünnepi szám 1893. A tanítói pálya).

## Munkái
- A nevelés történelme tanító- és tanítónőjelöltek, valamint a nevelésügy buzgó előmozdítói számára. Bpest, 1876. (Ism. Néptanítók Lapja, Kelet Népe 104., Hon 70. sz., Népnevelők Lapja, Népiskola, M. Állam 83. sz. 2. kiadás. Bpest, 1884. Ism. M. Tanügy, M. Korona 1883. 229. sz. sat. 3. kiadás Bpest, 1896. Újabb kiadása, átdolgozta Schultz Imre. 21 ábrával. Pozsony, 1900).
- A női kézimunka mint egyik legfontosabb eszköze a nők összhangzó és hivatásszerű képzésének. Tanítónő-képezdék és kézimunkatanítónők számára. Bpest, 1877. (Ism. Hon 1876. 314. sz. esti k., M. Bazár 1877. M. Állam 12. sz., Népnevelők Lapja, Népiskola, Ungarischer Schulbote 1878. 47. sz.).
- A nevelés tankönyve, férfi és nőtanítójelöltek és a neveléssel foglalkozók számára. Bpest, 1878-79. Két kötet. (I. Embertan. II. Neveléstan. Ism. M. Tanügy 1878-79., M. Állam. 1878. 13., 299. sz. Népnevelők Lapja 1876. 49., 1879. 3. sz., M. Korona 1877. 161., 1879. 24. sz. 2. kiadás. Az új tanterv szerint átdolgozta Ember Károlylyal. Bpest, 1896.).
- A tanítás tankönyve, tanító- és tanítónőjelöltek, valamint a nevelés és tanügy buzgó előmozdítói számára. Bpest, 1881-86. Négy kötet. I. Általános tanítástan. II. Részletes tanítástan. Anyanyelvtanítás. III. Számtanítás. IV. Reáliák és szépügyességek tanítása. (Ism. Religio 1881., Általános Tanügyi Közlöny, Népnevelők Lapja, Pester Journal 152. sz., Hon 65., M. Állam 1881. 22., 1882. 289., 1886. 48., Néptanítók Lapja 1881., 1883., 1887., Népiskol. Tanügy, Közoktatás 1882., Népnevelők Lapja, 1882. Pesti Hirlap 48 sz., Népiskolai Tanügy, Népnevelő 1884., M. Korona 1883. 35., Pester Lloyd 1883. 110., Kalocsai Néplap 1886. 12. sz. sat.).
- Atyai tanács egyetlen leányomnak, ifjú honleányainknak ajánlva. Bpest, 1885. (Ism. Nemzet 279., Egyetértés 135., M. Állam 54., 96., Budapesti Hirlap 150., Néptanítók Lapja sat.).
- A leánykák élete és ténykedése. Bpest, 1888. (Ism. Főv. Lapok 103. Religio 1889., Kalocsai Néplap.)